# 斯芬采什蒂鄉
44°11′N 25°06′E / 44.183°N 25.100°E
斯芬采什蒂鄉（羅馬尼亞語：Comuna Sfințești, Teleorman），是羅馬尼亞的鄉份，位於該國南部，由特列奧爾曼縣負責管轄，處於布加勒斯特以西80公里，每年平均降雨量985毫米，海拔高度106米，2007年人口1,302。